# ويل غيفورد
ويل غيفورد (10 أكتوبر 1985 في المملكة المتحدة - ) (بالإنجليزية: Will Gifford)‏ هو لاعب كريكت بريطاني.

## وصلات خارجية
- ويل غيفورد على موقع إي آس بي آن كريك إنفو (الإنجليزية)